# 문재인 정부 최저임금 인상 논란

문재인 정부 최저임금 인상 논란은 문재인 정부의 최저임금 인상과 관련해 대한민국 사회에서 발생한 논란이다.

## 배경
2017년 대선 당시 문재인 더불어민주당 후보는 '2020년까지 최저임금 1만원'을 공약으로 내세웠다. 타 대선 후보들의 공약을 보면, 유승민 바른정당 후보와 심상정 정의당 후보는 문재인 대통령과 마찬가지로 '2020년까지 최저임금 1만원'을 공약으로 내세웠고, 홍준표 자유한국당 후보와 안철수 국민의당 후보는 '2022년까지 최저임금 1만원'을 공약했다.
'2020년까지 1만원' 공약은 최저임금을 매년 15.7% 올려야 달성 가능하며, '2022년까지 1만원' 공약을 위해서는 최저임금을 매년 9.2% 올리면 된다. 한편, 지난 정부의 최저임금 인상률을 보면, 김대중 정부 때는 연평균 9.0%, 노무현 정부 때는 10.6%, 이명박 정부 때는 5.2%, 박근혜 정부 때는 7.4% 인상되었다.
이어 2017년 7월 15일, 최저임금위원회에서 2018년도 최저임금을 2017년에 비해 16.4% 인상된 7,530원으로 결정하면서 논란이 촉발되었다. 이는 16.6%의 인상률을 기록했던 2000년 9월~2001년 8월 이후 가장 높은 수치이다.

## 타임라인

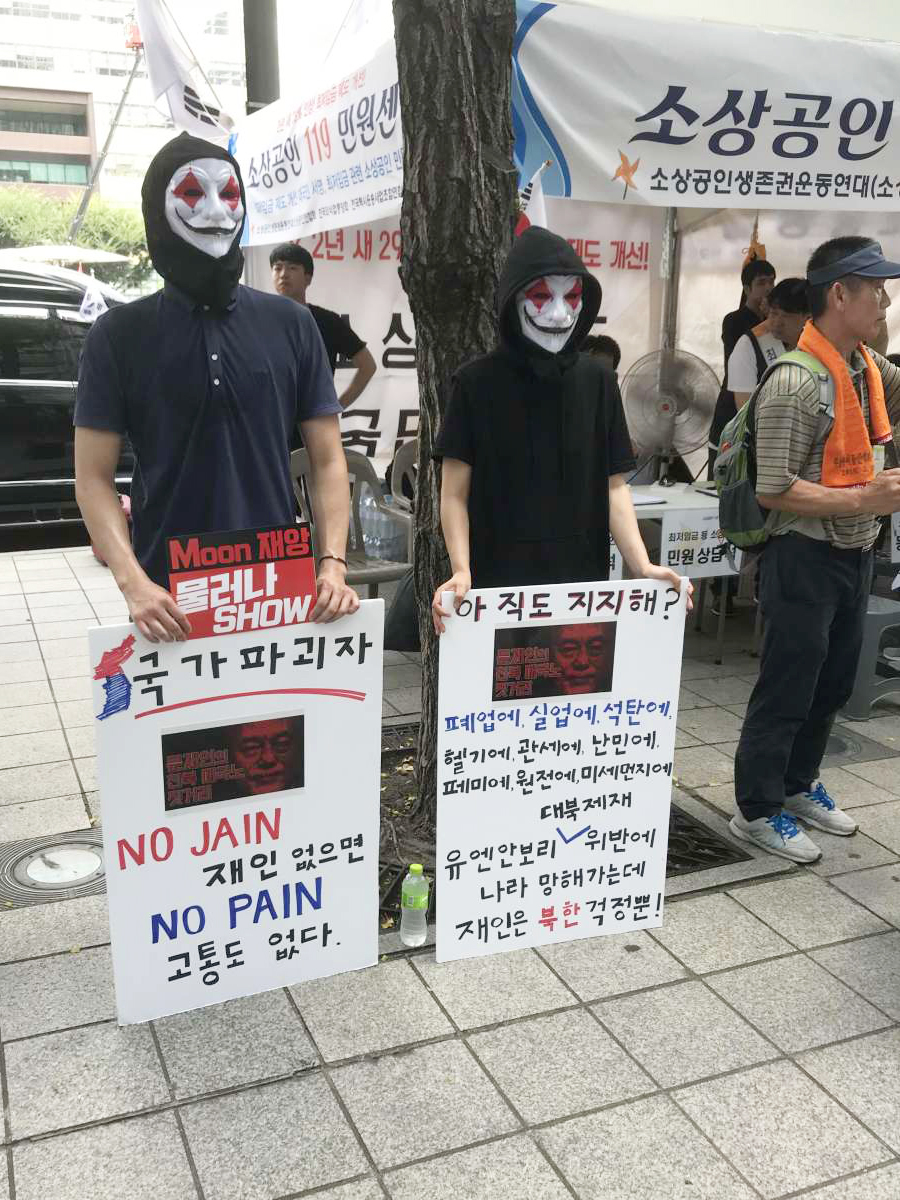
문재인의 최저임금 정책에 반대하며 문재인 퇴진 시위를 하는 소상공인 생존권 운동연대

### 2017년
- 7월 15일, 최저임금위원회가 2018년도 최저임금을 2017년에 비해 16.4% 인상된 7530원으로 결정했다.[2]
- 7월 16일, 소상공인 · 중소기업의 피해가 커질 것으로 우려되자, 정부는 '일자리안정자금' 지원 등 소상공인 · 중소기업의 부담 완화 대책을 발표하였다. 박근혜 정부 때의 평균 최저임금 인상률인 7.4%를 초과한 9%에 대해 30인 미만 영세사업장 종사자들을 대상으로 정부가 부담하겠다는 것이다. 30인 미만 영세사업장 종사자는 218만 명으로 추정되며, 투입 재정은 3조 원 규모로 예측되었다. 이날 발표에는 일자리안정자금 외에도 카드수수료 인하 적용 확대, 아파트 경비원 등 60살 이상 근로자 고용을 유지하는 사업자에 대한 '고용안정지원금' 확대, 영세사업장의 사회보험료를 지원하는 '두루누리 사업' 확대 등의 대책이 나왔다.[3]
- 7월 17일, 문재인 대통령은 "최저임금 1만원은 단순히 시급액수가 아니라 사람답게 살 권리를 상징한다"면서 "그뿐만 아니라 경제적 효과 면에서도 당장 내년도부터 경제성장률을 더 높여주는 효과가 생길 것으로 전망된다"고 발언하였다.[4]
- 7월 21일, 대선 당시 더불어민주당 국민경제상황실 부단장을 맡았던 주진형 전 한화투자증권 대표는 최저임금 정책을 "부모 없는 아이"에 비유하며 강하게 비판하였다.[5]
- 10월 18일, 국회 환경노동위원회 국정감사에서 어수봉 최저임금위원장은 "최저임금이 평소보다 높게 인상돼 취약계층 근로자의 일자리에 부정적인 영향을 줄 것이라는 예상에 동의한다"며 "최저임금 인상으로 손해를 보는 계층도 있다고 생각하며, 부작용에 정부가 어떻게 대처할 것인가에 대해 많은 고민이 필요하다"고 답했다.[6] 한편 국회예산정책처는 2020년 최저임금 1만원 달성을 위해 필요한 '일자리 안정자금 지원' 규모를 추계한 결과, 2018년 2조 9708억원, 2019년 2조 3736억원, 2020년 2조 18억원이 소요돼 향후 3년간 총 7조 3462억원(연평균 2조 4487억원)의 재정이 필요하다고 밝혔다.[7]

### 2018년
- 5월 15일, 장하성 청와대 정책실장은 최저임금 인상으로 인한 고용 감소 효과가 없다는 게 현재까지 결론이라고 말했다.[8]
- 5월 16일, 김동연 경제부총리 겸 기획재정부 장관은 최저임금 인상이 고용에 영향을 미쳤다고 생각한다고 말했다.[9]
- 5월 30일, 문재인 대통령은 "최저임금 인상은 긍정적 효과가 90%"라고 발언했다.[10]
- 6월 4일, 한국개발연구원은 <최저임금 인상이 고용에 미치는 영향>이라는 제목의 보고서를 냈다. 보고서는 올해 최저임금 인상(16.4%)에 따른 일자리 감소 영향은 크지 않았다고 분석하면서도 최저임금 1만원 공약을 위해 2019년과 2020년에 15%씩 최저임금을 올리면 2019년 9만6000명, 2020년 14만4000명 고용이 감소할 것이라고 전망했다.[11]
- 7월 12일, 김동연 경제부총리는 "2020년까지 1만원을 목표로 가기보다 최근 경제 상황과 고용 여건, 취약계층에 미치는 영향, 시장에서의 수용 능력을 감안해 신축적으로 검토해야 한다"고 속도조절 필요성을 제기했다.[12]
- 7월 14일, 최저임금위원회가 2019년도 최저임금을 10.9%(820원) 인상한 시간당 8350원(월 환산액 174만 5,150원)으로 결정했다. 이는 지난해(16.4%)보다 5.5%포인트 낮은 수치로, 문재인 대통령의 공약도 실현되지 못할 가능성이 커졌다.[12]
- 7월 16일, 문재인 대통령은 "2020년까지 최저임금 1만원을 이룬다는 목표가 사실상 어려워졌다"며 "대선 공약을 지키지 못하게 된 것을 사과한다"고 하였다.[13]
- 8월 17일, 통계청에서 '7월 고용동향'을 발표하였다. 전년 동기 대비 취업자 증가 수가 5000명인 것으로 드러나, 2010년 1월 이후 8년 6개월 만에 최저치를 기록하였다.[14]
- 8월 21일, 국회 예산결산특별위원회 전체회의에서, 김영주 고용노동부 장관은 "최저임금 인상으로 일부 소상공인이나 가맹점 고용이 일부 영향을 받을 수 있으나 고용악화에 큰 영향이 있다고 볼 수 없다"면서 "최저임금 인상보다는 경제 지표가 좋지 않아서 일어나는 요인이 많다"고 설명했다.[15]
- 8월 22일, 국회 환경노동위원회 전체회의에서, 김영주 고용노동부 장관은 "7월 고용동향 취업자 증가수가 5000명에 멈춘게 최저임금과 전혀 무관하다고 볼 수는 없다"고 말했다.[16]
- 8월 25일, 한국당 윤영석 수석대변인은 고용 상태에 대해 "실제로 일자리참사가 심각하다. 과거 월평균 취업자 증가수가 2014년에는 평균 59.8만명, 2015년 28.1만명, 2016년 23.1만명, 2017년 31.6만명이었는데 최저임금을 16% 인상한 2018년 2월 이후 10만명대로 급전직하했고 7월에는 5천명이라는 참혹한 결과가 나왔다. 8년 6개월만에 가장 저조한 수준"이라고 강조했다. 또한 양극화 상태에 대해서도 "소득양극화도 최악이다. 2018년 2분기 가계동향조사에 따르면 빈부 격차를 보여주는 5분위 배율이 5.23으로 10년 만에 최악의 수치를 기록했다. 2분기 상위 20% 가계소득은 전년 대비 10.3% 급증한 반면, 하위 20% 가계소득은 전년 대비 -7.6%로 감소했다"고도 비판했다. 그러면서 "문재인 정부 출범후 1년4개월여 동안 54조원의 일자리 예산을 투입하고도 일자리 증가는 9만여개에 불과하다. 4대강 예산 22조원이면 2,200만원 연봉 일자리 100만개를 만들수 있다는 문재인 대통령의 후보시절 호언장담은 어디갔는지 행방이 묘연하다"고 문재인 정부를 강하게 비판했다.[17]
- 8월 25일, 김용태 자유한국당 사무총장이 한국경제의 기사를 인용하여 문재인 정부의 정책을 비판했다. 7월 말에, 수년 동안 식당에서 주방보조를 하던 50대 여성이 최저임금의 급격한 인상으로 해고되었으며, 다른 일자리를 얻지 못하자 자식 둘을 남기고 자살했다는 기사였다. "대전 서구 월평동에 거주하던 A씨가 지난달 말 자신의 월셋집 화장실에서 숨진 채 발견"되었다는 내용이었다. 그런데 26일 기사가 갑자기 삭제되었다. 대전지방경찰청은 그런 사실이 없다고 부인했다.[18]
- 8월 26일
  - 문재인 대통령이 황수경 통계청장을 13개월만에 이례적으로 경질하고, 강신욱 한국보건사회연구원 선임연구위원을 통계청장으로 임명했다. 보통 정권에 상관없이 통계청장은 2년 정도 복무해왔다.[19]
  - 장하성 대통령비서실 정책실장이 청와대에서 기자간담회를 열고 소득주도성장 정책을 결코 포기하지 않겠다는 뜻을 분명히 했다. 이번 정부의 경제정책 실패가 아니라, 이명박, 박근혜 정부의 잘못된 경제정책 때문이라고 주장했다.[20]
- 9월 11일, 한국개발연구원은 "전년 동기 대비 취업자 수가 5000명 증가했다"는 통계청의 '7월 고용동향' 발표에 대해, "인구구조 변화와 경기 상황만으로는 설명하기 어렵다"고 평가했다. 급격한 최저임금 인상과 근로시간 단축 등 소득주도성장 정책의 악영향이 일부 있다고 인정한 것이다.[21]
- 9월 12일
  - 통계청에서 '8월 고용동향'을 발표하였다. 전년 동기 대비 취업자 수가 3000명인 것으로 드러나 역대 최저치를 경신하였다. 또한 실업자는 113만3천명으로 1년 전보다 13만4천명 늘어, 8월 기준으로 외환위기 직후인 1999년 136만4천명을 기록한 이후 최고치를 경신했다. 고용률은 60.9%로 1년 전보다 0.3%p 하락하였고, 실업률은 4.0%로 1년 전보다 0.4%p 상승했다. 청년층(15∼29세)의 실업률 또한 10.0%로 0.6%p 상승해, 8월 기준 1999년 8월 10.7%를 기록한 이후 최고치를 경신했다. 업종별로는 제조업 일자리 감소세가 지속되었고, 도소매와 숙박·음식점업도 일자리가 줄어들었다.[22] 고용 형태별로는 최저임금에 취약한 임시근로자는 18만7000명 감소했으며, 일용근로자도 5만2000명이나 감소하였다. 나이별로는 60대 이상을 제외하고 실업률이 증가했으며, 특히 10대 후반~20대 초반 실업률이 크게 상승했다.[23]
  - 김의겸 청와대 대변인은 "전년 동기 대비 취업자 수가 3000명 증가했다"는 8월 고용동향에 대해, "우리 경제의 체질이 바뀌면서 수반되는 통증이라고 생각한다"고 말했다.[24]
- 12월 27일, 홍남기 경제부총리는 최저임금을 단일한 위원회(최저임금위원회)가 아닌 2개의 위원회가 결정하는 방식으로 개편하는 구상을 검토하고 있다고 밝혔다. 홍 부총리는 "가장 비중 있게 중점적으로 검토되는 것이 '구간설정위원회'와 '결정위원회'로의 이원화"라고 말했다. 구간설정위원회가 최저임금 인상 구간을 정하고, 결정위원회가 이 구간 내에서 최저임금액을 결정하는 시스템이다.[25]
- 12월 31일, 국무회의에서 '실제 일한 시간'(소정근로시간) 외에 '실제 일하지 않지만 유급으로 처리되는 시간'(유급주휴시간)까지 합산하는 것을 골자로 하는 최저임금법 시행령 개정안이 통과되었다. 그러나 문재인 정부 2년간 최저임금이 30% 가까이 인상된 상황에서 주휴시간까지 합산할 경우 이중 부담을 져야한다는 이유로 경제계는 그동안 반대해왔다. 한국경영자총협회는 "인건비 부담이 높은 상황에서 행령에 따라 최저임금 추가 인상분을 바로 고스란히 이행하지 않으면 행정처벌 대상이 되는 상태가 됐다"고 반발하였다.[26]

### 2019년
- 1월 7일, 이재갑 고용노동부 장관은 최저임금을 '구간설정위원회'의 구간 설정을 거쳐 '결정위원회'가 정하도록 하는 것을 골자로 하는 개편안을 발표하였다. 이 장관은 "최저임금 결정 과정에서 반복됐던 소모적 논쟁이 상당 부분 감소할 것이며 사실상 정부가 최저임금을 결정한다는 논란도 많이 해소될 것"이라고 밝혔다. 또한 구간설정위원회에 대해서는 "정부는 관여하지 않고 객관적인 전문가들이 구간을 설정하고 노사 공익위원들이 모여서 결정하게 하겠다는 취지"라면서 "상시적으로 운영하면서 최저임금이 미치는 영향에 대한 모니터링과 분석을 하도록 할 예정"이라고 밝혔다.[27]
- 1월 19일, 김상조 공정거래위원장은 JTBC 밤샘토론에서 속도 조절론에 대해 "최저임금 정책은 이미 속도 조절이 진행 중"이라고 답했다. 또한 최저임금의 업종별 · 지역별 차등 적용에 대해서는 "한국처럼 좁고 동질화 욕구가 강한 나라에서 법률에 기반을 둔 업종·지역별 차등 적용을 한다면 '2등 국민'과 같은 사회적 혼란과 경제적 비용이 클 것"이라고 반대했다.[28]

### 2021년
2021년 노벨 경제학상 수상자 중 한 명으로 최저임금·고용영향 분석에서 업적을 남긴 데이비드 카드 캘리포니아주립대(버클리) 교수가 선정됐다. 업적을 인정 받은 논문은 1994년 전미경제학회지(아메리칸 이코노믹 리뷰)에 실은 '최저임금 효과' 관련 논문이다. 1992년 4월 뉴저지주가 최저임금을 올렸는데, 당초 인상 전 모델 분석에서는 최저임금 인상으로 고용이 감소할 것으로 예상됐다. 하지만 실증적 분석에서는 반대로 고용 감소 등 부정적 영향이 나타나지 않았다는 게 논문의 핵심 내용이다. 이에 한국에서는 한풀 꺼졌던 최저임금 논란이 다시 촉발되기도 했다.

## 관련 자료

### 전문가 반응
- 세율과 세수에 관한 래퍼 곡선 이론으로 유명한 아서 래퍼 교수는 대한민국 문재인 정부의 소득주도성장론에 대해 "울고싶을 정도"이며 "그렇게 멍청한 이론은 처음 들어봤을 정도"라며 소득주도성장론을 강하게 비판하였다.[32] 래퍼 교수는 "임금 상승은 성장의 결과"라고 언급하면서, 임금이 이윤을 만드는 것이 아니라 생산성이 이윤을 만드는 것이며, 생산성과 이윤이 증가하고 더 많은 고용이 이뤄질 때 임금이 올라간다고 강조하였다.[32]

- IMF와 OECD는 최저임금 인상 속도가 빠르다고 경고하였다. 타르한 페이지오글루 IMF 아시아·태평양국 과장은 한국의 최저임금 인상과 관련해 "특정 지점을 넘어서면 한국 경제의 펀더멘털에 손상을 입힐 수 있다"며 "매우 조심스럽게 접근할 필요가 있다"고 밝혔다. 또한 랜들 존스 OECD 한국경제 담당관도 최저임금 인상이 특히 서비스 분야에서 고용을 약화하고 인플레이션을 발생시키는 원인이 될 수 있다는 점을 지적했다.[33]

- 중앙일보가 경제 전문가 40명을 대상으로 지난 1년간의 경제 정책에 대한 설문조사를 진행한 결과, "지난 1년 간 가장 잘못된 경제 정책을 꼽아달라"는 질문에 급격한 최저임금 인상(29%)을 가장 많이 지목했다. 16.4%인 전년 대비 2018년 인상률의 적정성 여부에 대해서도 19명이 "다소 높았다", 15명이 "과도하게 높았다"고 답했다. 전체의 85%가 "높았다"는 쪽에 표를 던진 것이다.[34]

### 관련 논문
- 최저임금제는 소비 활성화에 긍정적인 영향을 미쳤으며, 외환위기 이후 그 영향력은 더욱 증대된 것으로 나타났다. 반면 투자와 순수출에는 부정적인 영향을 미친 것으로 나타났다. 최저임금제의 사회적 영향력의 증대는 외환위기 이후 소비와 투자, 순수출을 합친 총수요에 부정적인 영향을 준 것으로 나타났다.[35]
- 첫째, 최저임금제도는 임금 및 교섭력 강화와 고용에 긍정적 영향을 미치고 노·사간 임금 협상력과 근로, 고용  수준을 높여 실질임금과 소득상승을 기대할 수 있다. 둘째, 최저임금제도의 적용 및 인상으로 노동소득분배율과 임금 및 소득불평등 문제를 개선하고 실질 소득 증가로 이어져 내수소비에 기여할 수 있다. 셋째, 최저임금제도는 근로자의 임금 하한 및 지지선 역할과 전체적인 임금수준의 가이드라인(guide line) 역할을 하는 등 임금의 준거점(reference point) 역할을 하므로 윤택한 삶과 소비로 이어질 수 있는 일정 소득수준을 향유할 수 있다. 반면, 최저임금이 고용에  정저인저여향을노및쳤음 장애인, 비정규직의 일자리를 줄어들게 한다는 연구 결과도 있다.[36]

### 산업 현장 반응
- 2018년 7월 중소기업중앙회가 자영업자와 소상인 300명을 대상으로 실시한 '최근 경기상황에 대한 의견조사'에서 내년도(2019년) 최저임금 8,350원을 '감내하기 어렵다'고 말한 응답자 비율이 75%로 집계됐다. 지난해와 비교해 올해 상반기 매출 악화 등으로 경영위기에 처했다고 답한 응답자는 75%를 넘고, 이 가운데 44%는 월매출이 20% 넘게 감소했다고 답했다. 경영위기의 원인으로는 내수 부진을 가장 많이 꼽았고, 최저임금 인상 등 인건비 부담 가중, 경쟁 심화 등이 그 뒤를 이었다.[37]
- 2017년 6월 알바천국이 전국 알바생 1427명과 고용주 589명을 대상으로 '최저임금을 1만원으로 인상하는 데 대한 알바생·사장님의 의견'을 주제로 한 설문조사를 실시한 결과, 알바생의 경우 69.3%가 '긍정적', 27.7%가 '우려스럽다'고 답했으며, 반대로 고용주의 경우 82.7%는 '우려스럽다', 15.1%는 '긍정적'이라고 답했다. 최저임금 인상을 긍정적으로 생각하는 이유로는, 알바생의 경우 '현재의 최저임금으로는 생활이 되지 않아서(46.6%)', 고용주의 경우 '저임금 노동자의 삶이 개선될 것 같아서(25.5%)'라는 답변이 가장 많았다. 반면 최저임금 인상 우려 이유로는, 알바생은 '물가 인상(42.8%)'을, 고용주는 '자영업자·소상공인의 폐업(49.1%)'을 꼽았다.[38]

### 여론 동향
- 한국갤럽이 2018년 7월 17~19일 전국 성인 1,002명에게 2019년도 최저임금에 대해 물은 결과, 42%가 '적정하다'고 평가했고 34%는 '높다', 14%는 '낮다'고 답했으며 10%는 의견을 유보했다. 작년 조사에서는 '적정' 55%, '높다' 23%, '낮다' 16%였으며, 이번 조사 결과를 1년 전과 비교하면 '적정' 의견은 13%포인트 줄고, '높다'가 11%포인트 늘었다.[39]
- 리얼미터가 2018년 12월 19일 전국 19세 이상 성인 6875명에게 '시급 8350원 최저임금 인상'의 6개월 연기 주장에 대한 찬반을 물은 결과, '연기 반대'(매우 반대 21.5%, 반대하는 편 22.9%) 응답이 44.4%, '연기 찬성'(매우 찬성 18.4%, 찬성하는 편 25.7%) 응답이 44.1%로 반대와 찬성이 0.3%p 초박빙의 격차로 팽팽하게 맞섰다. 이념보다는 직업과 세대가 찬반 태도 결정에 더 큰 영향을 미친 것으로 나타났다.[40]
- 한국갤럽이 2019년 1월 15~17일 전국 성인 1,002명에게 2019년도 최저임금에 대해 물은 결과, 42%가 '적정하다'고 평가했고 36%는 '높다', 13%는 '낮다'고 답했으며 8%는 의견을 유보했다. 이는 2018년 7월과 비교했을 때 큰 변동이 없는 수치이다. 또한 2019년의 최저임금 인상이 대한민국 경제에 미치는 영향에 대해서는 24%가 '긍정적 영향을 줄 것'으로 전망했고, 52%는 '부정적 영향을 줄 것'이라고 답했다. 15%는 '영향 없을 것', 8%는 의견을 유보했다. 지난 조사에 비해 낙관론은 줄었고 비관론은 늘어난 것이다.[41]

### 정부기관 자료
- 통계청 - 2018년 7월 고용동향
- 통계청 - 2018년 8월 고용동향
- 한국개발연구원 - 최저임금 인상이 고용에 미치는 영향

## 같이 보기
- 문재인에 대한 비판
- 소득주도성장론
- 장하성
- 김영주